# Le Jardin des Schtroumpfs
Le Jardin des Schtroumpfs est la vingt-troisième histoire de la série Les Schtroumpfs de Peyo. Elle est publiée pour la première fois en 1982 du no 2328 au no 2329 du journal Spirou, puis en 1983 dans l'album Les Schtroumpfs olympiques.

## Résumé
Les Schtroumpfs se rendent en forêt pour un pique-nique. Sur les lieux, ils constatent que les installations ne sont pas adéquates. La balançoire est pourrie, l'eau est froide, c'est plein de petites bêtes... Les Schtroumpfs décident d'améliorer le lieu et rendent visite au Schtroumpf bricoleur pour emprunter ses outils. Pendant ce temps, Gargamel découvre l'emplacement du pique-nique et prépare une surprise pour les Schtroumpfs.

## Publication
Cet épisode est publié pour la première fois en 1982 du no 2328 au no 2329 du journal Spirou, puis en 1983 dans l'album Les Schtroumpfs olympiques.